# Geruma-jima
Geruma-jima (慶留間島) est une des îles Kerama dans l'archipel Nansei au Japon dans l'océan Pacifique. 
D'un point de vue administratif, elle fait partie du district de Shimajiri dans la préfecture d'Okinawa.
L'île s'étend sur 1,22 km2 et comptait 65 habitants en 2010 dans le village de Zamami (座間味村, Zamami-son).

## Source de la traduction
- (en) Cet article est partiellement ou en totalité issu de l’article de Wikipédia en anglais intitulé « Geruma Island » (voir la liste des auteurs).